# Нёшато (округ)
Нёшато́ (фр. Neufchâteau) — округ во Франции, один из округов в регионе Лотарингия. Департамент округа — Вогезы. Супрефектура — Нёшато.
Население округа на 2006 год составляло 60 018 человек. Плотность населения составляет 37 чел./км². Площадь округа составляет всего 1611 км².